# バレンツシャフ級哨戒艦
バレンツシャフ級哨戒艦（英語: Barentshav-class offshore patrol vessel）はノルウェー沿岸警備隊の哨戒艦（OPV）。同艦級で3隻が建造されており、排他的経済水域の監視と救助や航行不能のタンカーなどを牽引する任務を負う。

## 概要
船体は Vik-Sandvik がVS 794 CGVとして設計してMyklebust Verftで建造され沿岸警備隊のRemøy Managementで運行される予定である。高速時には、従来通りに軽油を燃料とするディーゼルエンジンによって直接に推進器を駆動するが、低速時には、液化天然ガス（LNG）を燃料とするガスエンジンを利用したガス・エレクトリック方式を使用する。天然ガスを燃料とする事で沿岸警備隊の同規模の船に比べて窒素酸化物の排出量を90%、二酸化炭素は20%削減できる事が見込まれる。またバレンツシャフ級は北大西洋条約機構潜水艦救助システムを備える準備がされている。
2009年8月にはネームシップ「バレンツシャフ」が「チーフテン」を更新して就役し、また2010年には「ベルゲン」が「トロムソ」を、「ソルトラン」が「シュタルバス」をそれぞれ更新して就役した。
| #    | 艇名                         | 就役      | 備考 |
| ---- | ---------------------------- | --------- | ---- |
| W340 | バレンツシャフ KV Barentshav | 2009年8月 |      |
| W341 | ベルゲン KV Bergen           | 2010年4月 |      |
| W342 | ソルトラン KV Sortland       | 2010年7月 |      |